# Уембли (1923)
Стадион „Уембли“ (англ. Wembley Stadium), известен също като Empire Stadium или Старият „Уембли“, е футболен стадион в Уембли, северозападен район на Лондон, открит през 1923 г. съществувал точно 80 години. В момента мястото му е заето от новия стадион Уембли, който отваря врати през 2007 г. Старият Уембли е бил домакин на финали за ФА Къп, пет финала за Европейската купа, Олимпиадата през 1948, финала на Световното първенство през 1966 и финала на Европейското през 1996, както и на множество концерти.
Кулите близнаци на стадиона са символ на Англия и Уембли, преди да бъдат разрушени през 2003 г.

## История
Стадионът е открит от краля на Великобритания Джордж V на 28 април 1923 г. Първоначално се е наричал Изложбен стадион на Британската империя.(на английски: British Empire Exhibition Stadium) или просто „Емпайр стейдиум“ (на английски: Empire Stadium). Построен е от компанията Sir Robert McAlpine във връзка с Британската имперска изложба през 1924 г. Стадионът е построен от бетон за 12 месеца; на строежа са работили около 3000 души.
Разходите за построяването на стадиона възлизат на 750 000 лири. Стадионът е издигнат на мястото, където преди се е намирала решетъчна стоманена кула, наречена "Watkins Tower". Архитекти на проекта са Джон Уилям Симпсън и Максуел Айртън, а главен инженер – Оуен Уилямс. Първоначално се предполагало, че след края на изложбата стадионът ще бъде разрушен, но след това е решено да бъде запазен. Мястото (Уембли парк) традиционно е домакин на футболни и крикетни мачове от 1880 г.
През 1963 г. на стадиона е монтирано електронно табло, а по целия периметър е издигнат покрив от алуминий и полупрозрачно стъкло.
Отличителен белег на стадиона били неговите бели „кули-близнаци“, заради които стадионът получава прякора си (на английски: Twin Towers). Стадионът става известен и със стълбището от 39 стъпала, по които играчите се изкачвали до кралската ложа (на английски: Royal box) за получаване на наградите. „Уембли“ бил известен и като Hallowed Turf („свещената морава“), след което много футболни стадиони по света заемат това име. Колекция от сувенири на оригиналния стадион Уембли се съхранява в Националния футболен музей в Престън.
Стадионът е затворен през октомври 2000 г. и напълно разрушен през 2003 г., след което на неговото място започва строителството на новия „Уембли“.